# Pyskowice
Pour les articles homonymes, voir Pyskowice (homonymie).
Pyskowice est une ville de Pologne, située dans le sud du pays, dans la voïvodie de Silésie. Elle forme une gmina urbaine du powiat de Gliwice. Elle fait partie de la région urbaine de Katowice, au sein de l'aire métropolitaine de Haute-Silésie (en).

## Jumelages
- La Ricamarie (France)
- Tchervonohrad (Ukraine)
- Flörsheim am Main (Allemagne)